# Força bàrica

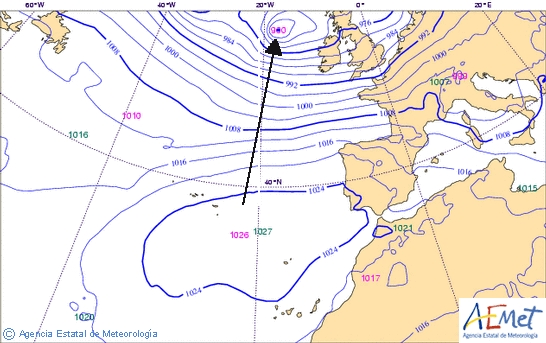
Sobre aquesta carta d'isobares d'11/3/2008, s'ha dibuixat una fletxa negra que indica la direcció de les forces degudes al gradient baromètric o de pressions. La pressió atmosfèrica de cada isobara està expressada en hPa.

Les forces bàriques o forces de gradient de pressió són produïdes per diferències en la pressió d'un fluid.
En meteorologia tal fluid serà l'atmosfera. Aquestes forces actuen perpendicularment a les isòbares, línies de pressió constant, produint un gradient, el gradient baromètric. Aquestes forces existeixen independentment de la velocitat del vent i poden fer que comencin vents horitzontals o accelerar/desaccelerar/canviar la direcció dels vents que ja existeixen. En un mapa dels temps, les isòbares més properes indiquen una força més gran. Les forces de pressió depenen de la variació de la pressió (o del gradient baromètric) de la següent manera: 
{\displaystyle {\dfrac {F_{x}}{m}}=-{\dfrac {1}{\rho }}\cdot {\dfrac {\bigtriangleup P}{\bigtriangleup x}}}
{\displaystyle {\dfrac {F_{y}}{m}}=-{\dfrac {1}{\rho }}\cdot {\dfrac {\bigtriangleup P}{\bigtriangleup y}}}
{\displaystyle {\dfrac {F_{z}}{m}}=-{\dfrac {1}{\rho }}\cdot {\dfrac {\bigtriangleup P}{\bigtriangleup z}}}
Essent {\displaystyle \rho } la densitat de l'aire i {\displaystyle \bigtriangleup P} el canvi de pressió en la distància {\displaystyle \bigtriangleup x}, {\displaystyle \bigtriangleup y} o {\displaystyle \bigtriangleup z}. El signe menys es deu al fet que la força va d'altes a baixes pressions, ja que els gasos tendeixen a expandir-se anant de regions de baixa pressió cap a zones de pressió més alta.